# Blandain
Blandain (în picardă Blandan) este o secțiune a orașului belgian Tournai, situată în Valonia picardă și în Flandra romanică, în provincia Hainaut. A fost o comună de sine stătătoare înainte de fuziunea comunelor din 1977.

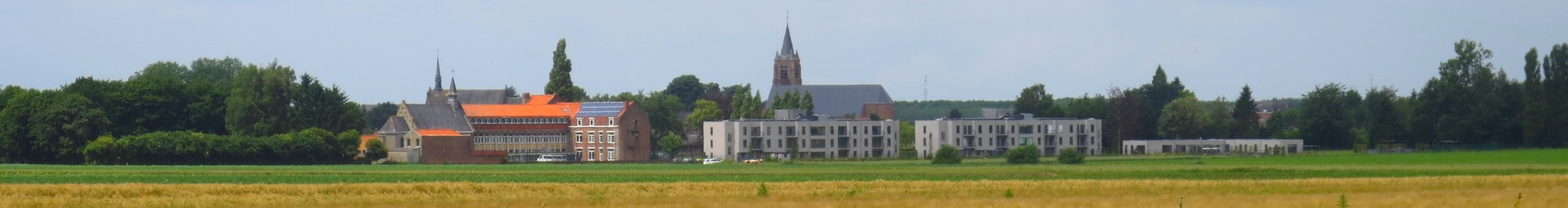
Vedere panoramică a satului Blandain.

### Localități limitrofe
|                         | Templeuve | Froyennes |
| Willems (Nord) (Franța) |           |           |
| Hertain                 |           | Marquain  |

## Istorie

### Antichitate
Primele urme de locuire datează din perioada neolitică, fiind atestată existența unei industrii litice dispersate, dar certe (raclete, vârfuri de săgeți, topoare șlefuite etc.).
Din perioada romană s-au păstrat vestigiile mai multor vile romane și ale unui probabil fanum (templu galoroman).

### Evul Mediu
Numele este atestat încă din anul 1108. Acesta ar putea însemna „proprietatea lui Blandius” (nume propriu galo-roman) sau ar putea fi derivat din adjectivul latin blandus, care înseamnă „frumos, amabil”.
Din punct de vedere istoric, satul Blandain este legat de Sfântul Elefterie, primul episcop de Tournai. Se spune că acesta s-ar fi refugiat aici în timpul persecuțiilor împotriva creștinilor din regiune. La moartea sa, trupul i-a fost îngropat în biserica ce îi poartă astăzi numele și a rămas acolo până în secolul al IX-lea. Potrivit tradiției, în acea perioadă, sfânta Tècle din Roubaix l-a visat pe sfântul Elefterie, care i-ar fi cerut să-i transmită, din partea lui, lui Heidilon, episcop de Tournai și Noyon, să meargă la Blandain și să dezgroape relicvele sale, pe care le va găsi lângă altarul bisericii.

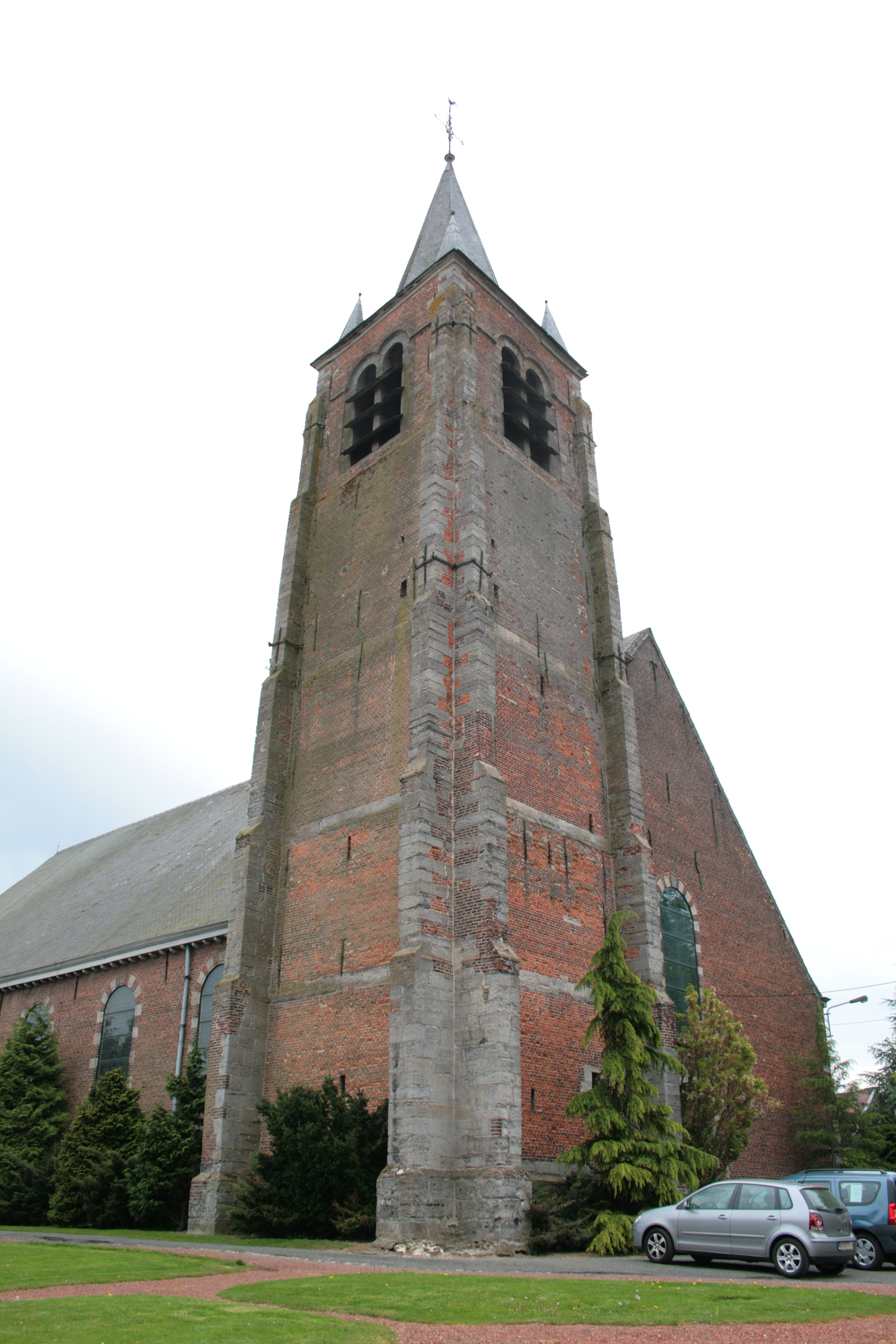
Biserica Sfântul Elefterie

Un relicvar, operă anonimă din prima jumătate a secolului al XIII-lea, a fost comandat de legatul papal Odon de Tusculum și de episcopul de Marvis la 25 august 1247 pentru a adăposti relicvele sfântului. Acesta este considerat una dintre cele șapte minuni ale Belgiei. În anul 1931, episcopul de Tournai a acordat locuitorilor din Blandain privilegiul de a purta relicvariul în timpul Marii procesiuni de la Tournai.
Capitulul Notre-Dame din Tournai era seniorul principal; primise altarul din Blandain de la îndepărtatul succesor al lui Elefterie, Simon de Vermandois (1128), fiul lui Hugues I de Vermandois. Această donație a fost confirmată în anul 1190 de către papa Clement al III-lea.
În calitate de colator al parohiei, capitlul percepea și dijma, dar încă de la începutul secolului al XIII-lea o parte din aceasta îi era returnată preotului paroh. La sfârșitul secolului al XVII-lea, acesta mai beneficia doar de o șesime din ea.
Instituții din Tournai dețineau bunuri în Blandain: spitalul Notre-Dame, gruparea Preoților Vechi, spitalul Sfântul Elefterie — care le primise în 1360 de la Simon du Portail, decan al capitlului — precum și capelaniile Sfântului Elie (Saint-Éloi) și Sfântului Petru (Saint-Pierre), dotate de Jean Abraham, arhidiacon de Tournai, la începutul secolului al XIII-lea.
Trebuie menționate și următoarele ferme: Ferma Episcopului, proprietate a episcopiei din Tournai, vândută ca bun național, care exploata încă o suprafață de 40 ha în perioada interbelică; Ferma Marais (cu 50 ha în aceeași perioadă); Ferma Călugărilor Cartujeni, alipită comunei Blandain în 1820; Ferma Marly și Ferma Lucq.

### Vechiul Regim
Sub Vechiul Regim, seniorul din Honnevain intervenea cu ocazia prezentării socotelilor comunei.
Teritoriul Blandain era compus și din domeniile senioriale ale Baudimont, Hardiplancq (care aparținea iezuiților la sfârșitul secolului al XVII-lea), Porcq (sau Parcq), Lassus, Pauvres de Tournai (Săracii din Tournai), Marest, Corbry, Molinel, Chastelet și feuda Coquereaumont (sau Cocriaumont). Acest teritoriu era împărțit între Tournaisis (398 bonniers și 1300 verges), castelania Lille și pământuri libere denumite în secolul al XVIII-lea „Francs Empires” (Imperii liberi). În jurul anului 1760, Blandain producea cereale, lână, in și lemn pentru consumul local.
La începutul secolului al XVII-lea, Nicolas Pollinchove era seniorul domeniului Porcq din Blandain. Negustor de postav, el deținea mai multe funcții în Tournai: paznic al Monetăriei din Tournai, magistrat și jurat. Era căsătorit cu Antoinette Varlo.
După ce Ludovic al XIV-lea a extins jurisdicția baillage-ului din Tournaisis asupra enclavelor din Blandain prin edictul de la Fontainebleau și a pierdut cuceririle din regiune, aceste teritorii au rămas obiect de dispută între Franța și Austria. În cele din urmă, ele au fost cedate de Ludovic al XV-lea împărătesei Maria Terezia (prin convenția de delimitare a granițelor din 16 mai 1769) și au fost reunite cu Tournaisis în anul 1779.

### Epoca contemporană

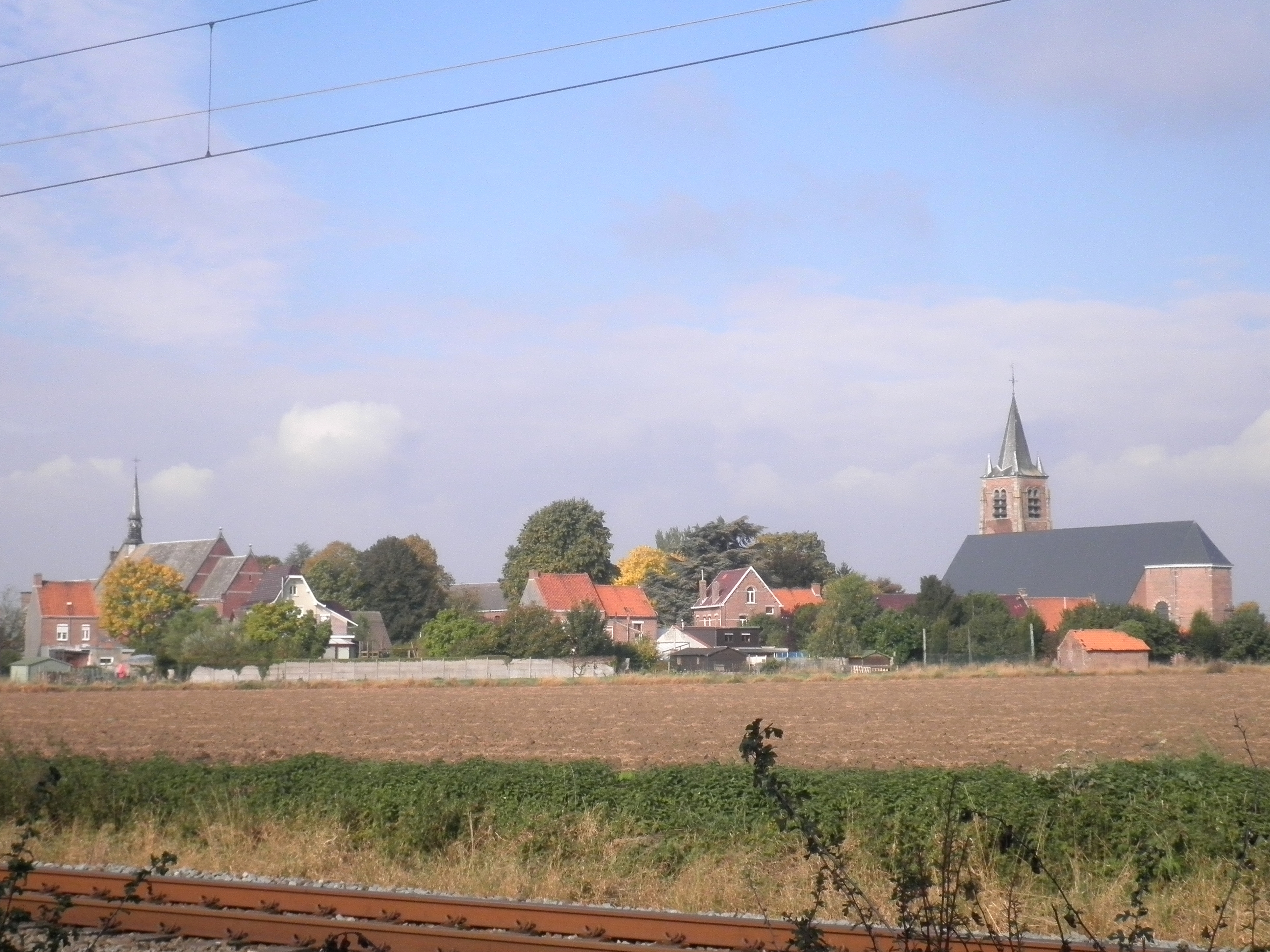
Blandain văzut de pe calea ferată.

Calea ferată a ajuns la Blandain în anul 1865, odată cu inaugurarea liniei Fives (Lille)–Froyennes (actualele linii 94 și 269.000) de către Compagnie du chemin de fer de Bruxelles à Calais – o companie privată care a încredințat exploatarea secțiunii belgiene Căilor Ferate ale Statului Belgian. Acest traseu trebuia să permită legătura dintre Lille, Tournai și Bruxelles fără a trece prin Mouscron (pe linia mai puțin directă construită în 1842).
La Blandain a fost construită o gară de frontieră, cu săli de așteptare pentru mai multe clase și un birou vamal, realizată după modelul gărilor Companiei Nord. Această gară, abandonată după închiderea sa în 1984, a fost demolată câțiva ani mai târziu. Astăzi, cele mai apropiate gări funcționale se află la Froyennes sau Baisieux.
În jurul anului 1935, la Blandain a fost instalată o unitate de producție a pudrei Escouflaire. Aceasta era încorporată în țigări care se presupunea că „ameliorează crizele de astm și dificultățile respiratorii”, produse exportate de laborator în întreaga lume. Comercializarea acestor țigări a fost definitiv interzisă în 1992.

## Demografie
- Surse: INS - 1831 până în 1970 = recensăminte, 1976 = numărul de locuitori la 31 decembrie.

## Patrimoniu
Abația „La Paix de Jésus” (în română Pacea lui Isus), fondată în 1912, pe baza unui priorat înființat în 1904 de călugărițe benedictine.